# Saint-Clément-sur-Guye
Saint-Clément-sur-Guye è un comune francese di 135 abitanti situato nel dipartimento della Saona e Loira nella regione della Borgogna-Franca Contea.

## Società

### Evoluzione demografica
Abitanti censiti